# Włodzimierz Wink
Włodzimierz Wink (ur. 24 grudnia 1924 w Koniecznie, zm. 3 lipca 2002 w Częstochowie) – polski dyplomata, chargé d’affaires w Indonezji (1956–1958) oraz Etiopii (1960–1963), ambasador w Pakistanie (1967–1970).

## Życiorys
Przed rozpoczęciem II wojny światowej ukończył trzy klasy w Gimnazjum im. Jana Śniadeckiego w Kielcach. Podczas okupacji kształcił się na tajnych kompletach w Jędrzejowie, w Akademii Górniczo-Hutniczej w Krakowie oraz w Szkole Budowy Maszyn Wawelberga w Warszawie. W połowie 1944 pracował jako robotnik leśny w powiecie jędrzejowskim.
W styczniu 1945 wstąpił do Polskiej Partii Robotniczej – był sekretarzem Komitetu Miejskiego w Jędrzejowie (styczeń–kwiecień 1945), a następnie instruktorem do spraw personalnych Komitetu Wojewódzkiego w Kielcach (kwiecień–maj 1945). W maju 1945 został skierowany do Centralnej Szkoły Partyjnej w Łodzi. W 1948 został członkiem Polskiej Zjednoczonej Partii Robotniczej. 18 grudnia 1953 uzyskał tytuł magistra prawa międzynarodowego w Szkole Głównej Służby Zagranicznej. Następnie rozpoczął pracę w Ministerstwie Spraw Zagranicznych. W latach 1954–1955 był tłumaczem w Międzynarodowej Komisji Nadzoru i Kontroli w Phnom Penh w Kambodży. Od 1956 do 1958 pełnił funkcję chargé d'affaires w Indonezji, a od 1960 do 1963 w Etiopii. Po powrocie, w latach 1963–1965, był wicedyrektorem Departamentu IV MSZ. W 1967 został mianowany ambasadorem w Pakistanie. Na stanowisku pozostał do 1970.
Syn Pawła i Ludwiki. Pochowany na cmentarzu św. Rocha w Częstochowie.

## Odznaczenia
- Srebrny Krzyż Zasługi (1951)[4]
- Medal 10-lecia Polski Ludowej (1955)[5]